# Conistra submarginata
Conistra submarginata är en fjärilsart som beskrevs av W. Warren 1911. Conistra submarginata ingår i släktet Conistra och familjen nattflyn. Inga underarter finns listade i Catalogue of Life.